# Webb City (Missouri)
Webb City – miasto w Stanach Zjednoczonych, w stanie Missouri, w hrabstwie Jasper.